# Тангенціальний ефект ЯОРП
Тангенціальний ефект ЯОРП — явище зміни швидкості обертання астероїда внаслідок несиметричного випромінення теплової радіації нерівностями на поверхні астероїда. Як і звичайний ефект ЯОРП, тангенціальний YORP виникає внаслідок сил тиску випроміненого світла, прикладених до поверхні астероїда. На відміну від звичайного YORP-ефекта, тангенціальний YORP не потребує крупномасштабної асиметрії астероїда. Навіть симетричний астероїд здатний відчувати тангенціальний YORP.